# Lekkoatletyka na Letnich Igrzyskach Olimpijskich 1896 – rzut dyskiem
W rzucie dyskiem na igrzyskach olimpijskich w Atenach wystartowało jedenastu zawodników z 7 państw. Konkurencja została rozegrana 6 kwietnia.

## Medaliści
| Medal  | Zawodnik                         |
| ------ | -------------------------------- |
| Złoto  | Robert Garrett Stany Zjednoczone |
| Srebro | Panajotis Paraskiewopulos Grecja |
| Brąz   | Sotirios Wersis Grecja           |

## Wyniki
| lp.    | Zawodnik                  | Kraj                 | Wynik    | 1        | 2        | 3        | 4              | 5              |
| ------ | ------------------------- | -------------------- | -------- | -------- | -------- | -------- | -------------- | -------------- |
| 1.     | Robert Garrett            | Stany Zjednoczone    | 29.15 m  | 27.53    | X        | nieznany | 28.72          | 29.15          |
| 2.     | Panajotis Paraskiewopulos | Królestwo Grecji     | 28.95 m  | 28.51    | nieznane | nieznane | 28.88          | 28.95          |
| 3.     | Sotirios Wersis           | Królestwo Grecji     | 27.78 m  | nieznane | nieznane | nieznane | nieznane       | nieznane       |
| 4.     | George S. Robertson       | Wielka Brytania      | 25.20 m  | nieznane | nieznane | nieznane | nie dostał się | nie dostał się |
| 5.-11. | Adolphe Grisel            | Francja              | nieznany | nieznane | nieznane | nieznane | nie dostał się | nie dostał się |
| 5.-11. | Viggo Jensen              | Dania                | nieznany | nieznane | nieznane | nieznane | nie dostał się | nie dostał się |
| 5.-11. | Holger Nielsen            | Dania                | nieznany | nieznane | nieznane | nieznane | nie dostał się | nie dostał się |
| 5.-11. | Jeorjos Papasideris       | Królestwo Grecji     | nieznany | nieznane | nieznane | nieznane | nie dostał się | nie dostał się |
| 5.-11. | Henrik Sjöberg            | Szwecja              | nieznany | nieznane | nieznane | nieznane | nie dostał się | nie dostał się |
| 5.-11. | nieznany sportowiec       | Dania                | nieznany | nieznane | nieznane | nieznane | nie dostał się | nie dostał się |
| 5.-11. | nieznany sportowiec       | Cesarstwo Niemieckie | nieznany | nieznane | nieznane | nieznane | nie dostał się | nie dostał się |